# Wolff Heintschel von Heinegg
Wolff Heintschel von Heinegg (* 12. Februar 1957 in Kettwig) ist ein deutscher Jurist und Professor für Öffentliches Recht, insbesondere Völkerrecht, Europarecht sowie ausländisches Verfassungsrecht, an der Europa-Universität Viadrina.

## Leben
Heintschel von Heinegg besuchte von 1967 bis 1976 die Schule. Von 1977 bis 1983 studierte er Rechtswissenschaft an der Ruhr-Universität Bochum. Am 19. Februar 1983 legte er die erste Prüfung und am 25. November 1986 die zweite Staatsprüfung ab. Am 22. Juli 1988 wurde ihm die Doktorwürde an der Ruhr-Universität Bochum verliehen. Er promovierte mit einer Dissertation über das Seevölkerrecht im Ägäis-Konflikt zwischen Griechenland und der Türkei. Am 24. Januar 1995 folgte, ebenfalls in Bochum, die Lehrberechtigung für Öffentliches Recht mit einer Habilitationsschrift zum Seekriegsrecht und zur Neutralität im Seekrieg.
1994/95 hatte Heintschel von Heinegg eine Lehrstuhlvertretung an der  Juristischen Fakultät der Universität Trier inne. Am 1. Oktober 1995 folgte die Ernennung zum Universitätsprofessor für Öffentliches Recht an der Juristischen Fakultät der Universität Augsburg. Die Professur hatte er bis  2000 inne. Dann wechselte er zum 1. September 2000 auf den Lehrstuhl für Öffentliches Recht, insbesondere Völker- und Europarecht sowie ausländisches Verfassungsrecht der Europa-Universität Viadrina Frankfurt (Oder).

## Mitarbeit in Gremium
- Juni 1996 – September 1998: Berichterstatter des Ausschusses für maritime Neutralität der International Law Association
- Oktober 1996 – Februar 2000: Geschäftsführender Direktor des Instituts für Öffentliches Recht der Juristischen Fakultät der Universität Augsburg
- seit April 1997: Stellvertretender Vorsitzender der Deutschen Gesellschaft für Wehrrecht und Humanitäres Völkerrecht
- seit April 1998: Mitglied des Instituts für Interdisziplinäre Informatik der Universität Augsburg
- seit November 1998: Mitglied des Instituts für Umweltrecht der Universität Augsburg

## Sonstiges
Im September 2019 gehörte er zu den etwa 100 Staatsrechtslehrern, die sich mit dem offenen Aufruf zum Wahlrecht Verkleinert den Bundestag! an den Deutschen Bundestag wandten.

## Schriften (Auswahl)
- Der Ägäis-Konflikt – Die Abgrenzung des Festlandsockels zwischen Griechenland und der Türkei und das Problem der Inseln im Seevölkerrecht. Duncker & Humblot, Berlin 1989, ISBN 978-3-428-06611-7.
- Seekriegsrecht und Neutralität im Seekrieg. Duncker & Humblot, Berlin 1995, ISBN 978-3-428-08417-3.
- zusammen mit Ulrich Büdenbender und Peter Rosin: Energierecht I – Recht der Energieanlagen. De Gruyter, Berlin 1999, ISBN 978-3-11-015770-3.